# I've got dreams to remember
I've got dreams to remember is een lied van Otis Redding. Hij schreef het samen met zijn echtgenote Zelma Redding en Joe Rock. Redding had er een (postume) hit mee in 1968 en nogmaals in 1994. Op de B-kant staat het nummer Nobody's fault but mine. De single bereikte in de VS en Nederland de hitlijsten.
Het nummer werd een groot aantal malen gecoverd, zoals op een album door de volgende artiesten: Etta James (Stickin' to my guns, 1990), Percy Sledge (Blue night, 1994), Gary U.S. Bonds (Back in 20, 2004), Angélique Kidjo (Õÿö, 2010) en Paul Rodgers (The Royal Sessions, 2014). Piet Veerman plaatste in 1995 zijn versie op Dreams (To remember); dit nummer werd in 2013 gekozen in de Volendammer Top 1000.

## Hitnoteringen

### 1968
Nederlandse Top 40
| Hitnotering: week 19-10-1968 t/m 18-01-1969 | Hitnotering: week 19-10-1968 t/m 18-01-1969 | Hitnotering: week 19-10-1968 t/m 18-01-1969 | Hitnotering: week 19-10-1968 t/m 18-01-1969 | Hitnotering: week 19-10-1968 t/m 18-01-1969 | Hitnotering: week 19-10-1968 t/m 18-01-1969 | Hitnotering: week 19-10-1968 t/m 18-01-1969 | Hitnotering: week 19-10-1968 t/m 18-01-1969 | Hitnotering: week 19-10-1968 t/m 18-01-1969 | Hitnotering: week 19-10-1968 t/m 18-01-1969 | Hitnotering: week 19-10-1968 t/m 18-01-1969 | Hitnotering: week 19-10-1968 t/m 18-01-1969 | Hitnotering: week 19-10-1968 t/m 18-01-1969 | Hitnotering: week 19-10-1968 t/m 18-01-1969 | Hitnotering: week 19-10-1968 t/m 18-01-1969 | Hitnotering: week 19-10-1968 t/m 18-01-1969 |
| Week:                                       | 1                                           | 2                                           | 3                                           | 4                                           | 5                                           | 6                                           | 7                                           | 8                                           | 9                                           | 10                                          | 11                                          | 12                                          | 13                                          | 14                                          |                                             |
| ------------------------------------------- | ------------------------------------------- | ------------------------------------------- | ------------------------------------------- | ------------------------------------------- | ------------------------------------------- | ------------------------------------------- | ------------------------------------------- | ------------------------------------------- | ------------------------------------------- | ------------------------------------------- | ------------------------------------------- | ------------------------------------------- | ------------------------------------------- | ------------------------------------------- | ------------------------------------------- |
| Positie:                                    | 26                                          | 18                                          | 9                                           | 8                                           | 11                                          | 13                                          | 16                                          | 17                                          | 13                                          | 11                                          | 15                                          | 15                                          | 22                                          | 39                                          |                                             |

Nederlandse Nationale Hitparade
| Hitnotering: 26-10-1968 t/m 04-01-1969 | Hitnotering: 26-10-1968 t/m 04-01-1969 | Hitnotering: 26-10-1968 t/m 04-01-1969 | Hitnotering: 26-10-1968 t/m 04-01-1969 | Hitnotering: 26-10-1968 t/m 04-01-1969 | Hitnotering: 26-10-1968 t/m 04-01-1969 | Hitnotering: 26-10-1968 t/m 04-01-1969 | Hitnotering: 26-10-1968 t/m 04-01-1969 | Hitnotering: 26-10-1968 t/m 04-01-1969 | Hitnotering: 26-10-1968 t/m 04-01-1969 | Hitnotering: 26-10-1968 t/m 04-01-1969 | Hitnotering: 26-10-1968 t/m 04-01-1969 | Hitnotering: 26-10-1968 t/m 04-01-1969 |
| Week:                                  | 1                                      | 2                                      | 3                                      | 4                                      | 5                                      | 6                                      | 7                                      | 8                                      | 9                                      | 10                                     | 11                                     |                                        |
| -------------------------------------- | -------------------------------------- | -------------------------------------- | -------------------------------------- | -------------------------------------- | -------------------------------------- | -------------------------------------- | -------------------------------------- | -------------------------------------- | -------------------------------------- | -------------------------------------- | -------------------------------------- | -------------------------------------- |
| Positie:                               | 15                                     | 10                                     | 7                                      | 10                                     | 13                                     | 16                                     | 18                                     | 18                                     | 14                                     | 17                                     | 19                                     |                                        |

Verenigde Staten
| Hitlijst                | jaar | piekpositie |
| ----------------------- | ---- | ----------- |
| Billboard Hot 100       | 1968 | 41          |
| Billboard Hot R&B Chart | 1968 | 6           |

### 1994
Nederlandse Mega Top 50
| Hitnotering: 14-05-1994 t/m 28-05-1994 | Hitnotering: 14-05-1994 t/m 28-05-1994 | Hitnotering: 14-05-1994 t/m 28-05-1994 | Hitnotering: 14-05-1994 t/m 28-05-1994 | Hitnotering: 14-05-1994 t/m 28-05-1994 |
| Week:                                  | 1                                      | 2                                      | 3                                      |                                        |
| -------------------------------------- | -------------------------------------- | -------------------------------------- | -------------------------------------- | -------------------------------------- |
| Positie:                               | 49                                     | 43                                     | 50                                     |                                        |

### NPO Radio 2 Top 2000
| Nummer met noteringen in de NPO Radio 2 Top 2000 | '99 | '00 | '01 | '02 | '03 | '04 | '05 | '06 | '07 | '08 | '09 | '10 | '11 | '12 | '13 | '14 | '15 | '16 | '17  | '18  | '19  | '20  | '21  | '22  | '23  | '24  |
| ------------------------------------------------ | --- | --- | --- | --- | --- | --- | --- | --- | --- | --- | --- | --- | --- | --- | --- | --- | --- | --- | ---- | ---- | ---- | ---- | ---- | ---- | ---- | ---- |
| I've got dreams to remember                      | 676 | 991 | 843 | 880 | 762 | 633 | 524 | 693 | 688 | 648 | 707 | 507 | 505 | 659 | 536 | 643 | 844 | 951 | 1106 | 1052 | 1354 | 1357 | 1575 | 1851 | 1799 | 1897 |

1. ↑  Een vetgedrukt getal geeft de hoogste notering aan.